# Nghĩa Lộ, Cát Hải
Nghĩa Lộ là một xã của huyện đảo Cát Hải, thành phố Hải Phòng, Việt Nam. Xã nằm ở phía tây bắc của đảo Cát Hải và có một phần lớn diện tích bị ngập khi thủy triều lên, được gọi là đầm Đại Nghĩa. Xã có vị trí:
- Phía đông giáp xã Đồng Bài
- Phía tây giáp cửa Nam Triệu (sông Bạch Đằng) và xã Hoàng Châu
- Phía nam giáp xã Văn Phong
- Phía bắc giáp tỉnh Quảng Ninh với ranh giới là kênh đào Cái Tráp.

Xã Nghĩa Lộ có diện tích 7,69 km², dân số là khoảng 2424 người mật độ là 315 người/km². Xã được chia thành các thôn xóm: Ninh Tiếp, Minh Hồng và Minh Tân.